# Hovstunnilin

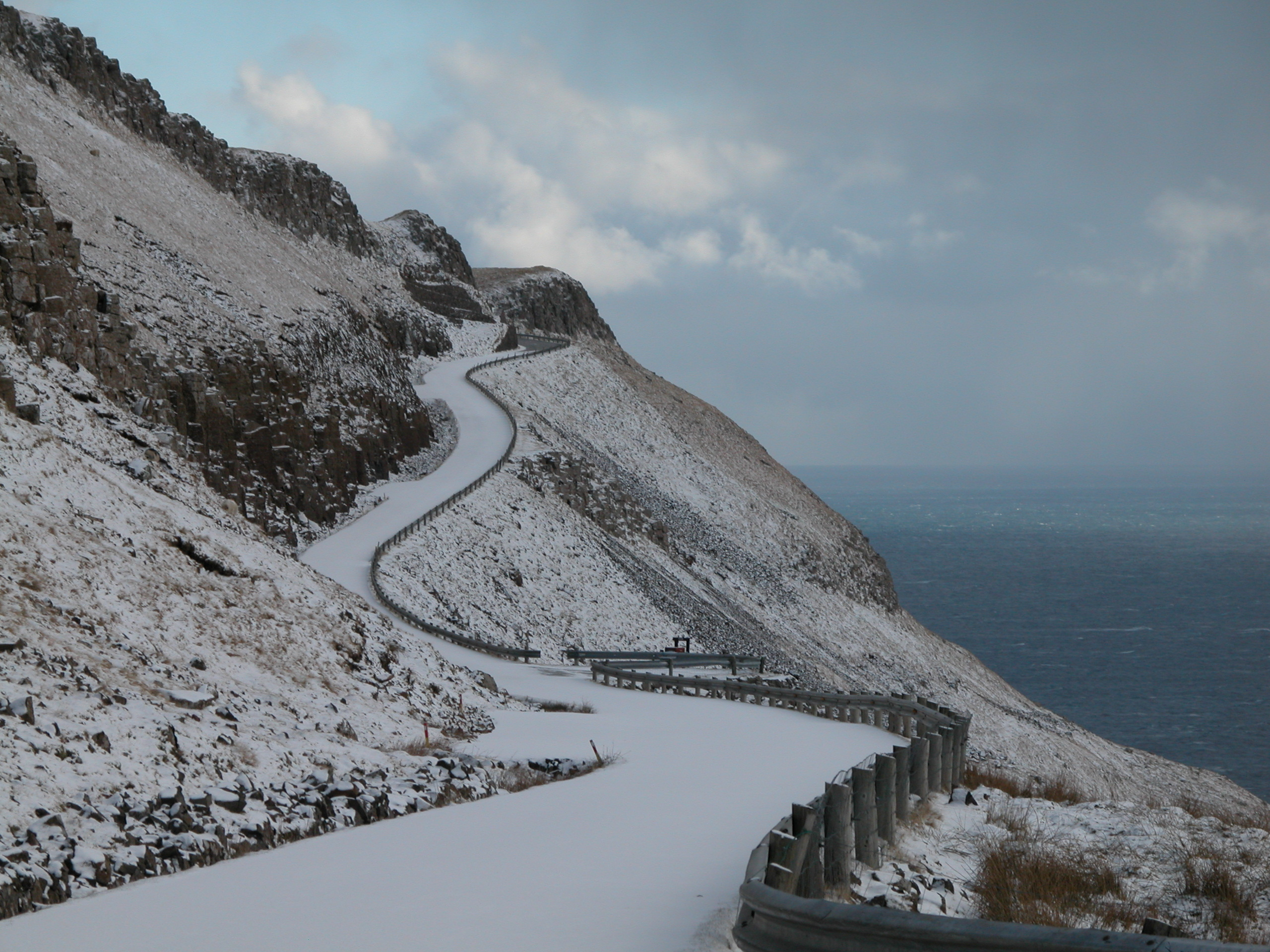
A régi, Hovsegg felé vezető hegyi út

A Hovstunnilin egy közúti alagút Feröer Suðuroy nevű szigetén, Øravík és Hov között. Az alagút a régi egysávos, Hovseggen át vezető hegyi utat váltotta ki, ahol köd, havazás vagy viharos időjárás esetén gyakran ellehetetlenült a közlekedés.

## Történelem
Az építést az izlandi Ístak hf. cég végezte a Landsverk megbízásából. Az alagútfúrás 2006. január 23-án kezdődött észak felől Tjaldavíknál és július 24-én a Hov felőli oldalon; a két csapat december 14-én találkozott. Az alagutat 2007. október 20-án adta át a forgalomnak Bjarni Djurholm gazdasági miniszter. Az építkezés 150 millió koronába került.

## Jellemzők
Az alagút 2435 m hosszú, 9,5 m széles, kétsávos. Magassága a felezővonalnál 6,42 m, keresztmetszete 66,5 m². Mindkét irányban 1,5 m széles leállósáv van, valamint világítás és segélykérő telefonok.

## Fordítás
- Ez a szócikk részben vagy egészben a Hovstunnelen című dán Wikipédia-szócikk ezen változatának fordításán alapul.  Az eredeti cikk szerkesztőit annak laptörténete sorolja fel. Ez a jelzés csupán a megfogalmazás eredetét és a szerzői jogokat jelzi, nem szolgál a cikkben szereplő információk forrásmegjelöléseként.

## Külső hivatkozások
- Hovstunnilin, Ístak hf. (angol)